# Academia de Música de la Ciudad de Basilea

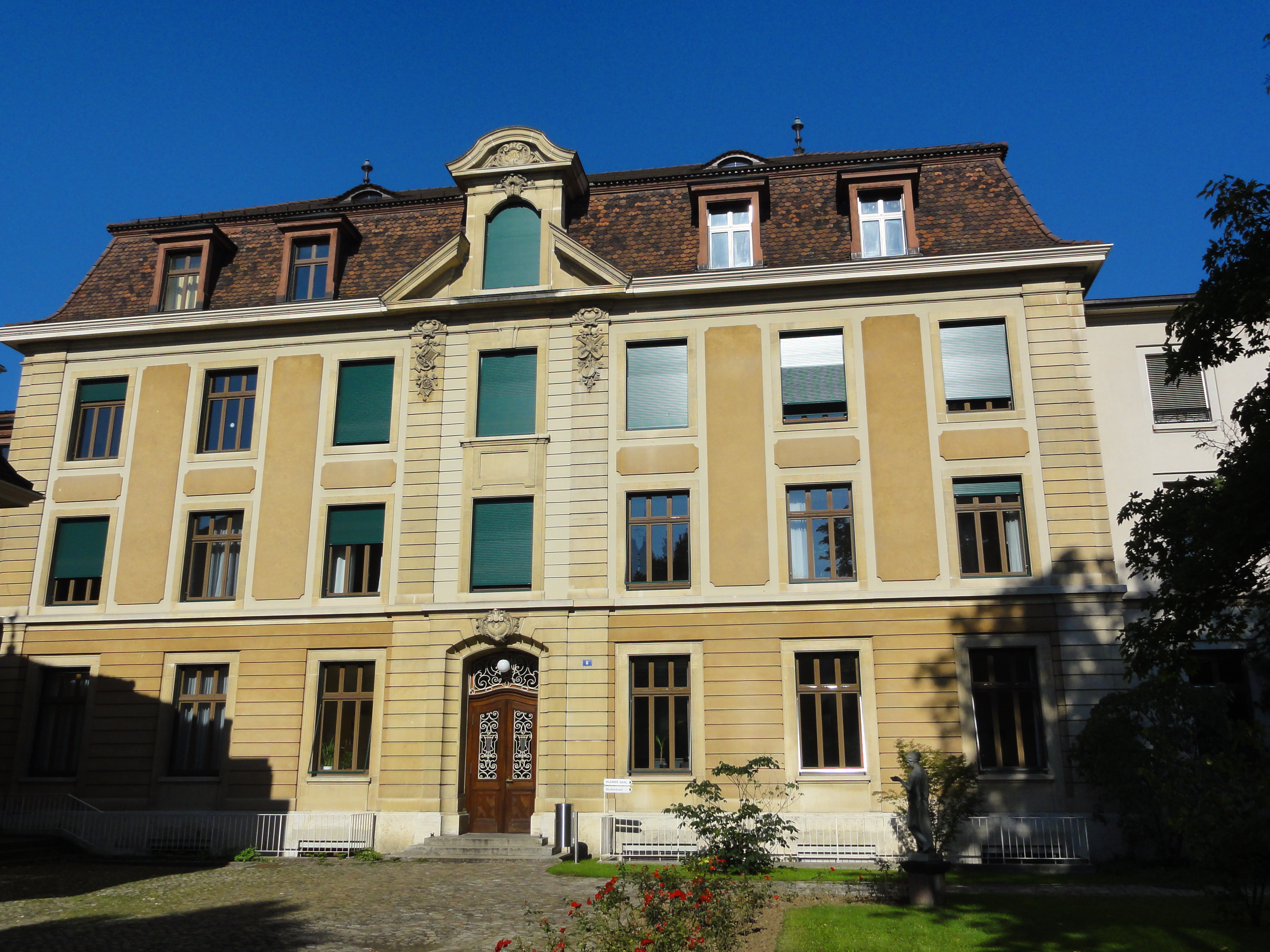
Edificio principal

Academia de Música de la Ciudad de Basilea (en alemán: Musik-Akademie der Stadt Basel) es una institución de educación musical, ubicada en Basilea, Suiza. Comprende una escuela de música, una facultad de música y un centro para la investigación y la interpretación de la música antigua.

## Historia
Los orígenes de la Academia de Música de la Ciudad de Basilea se remontan al 8 de diciembre de 1867, cuando el filántropo Johann Jakob Schäublin-Vögtlin fundó una escuela de música (Allgemeine Musikschule) en Basilea con el apoyo de Gesellschaft für das Gute und Gemeinnützige (GGG). Selmar Bagge fue el primer director de la escuela (1868-1896). El compositor Hans Huber fue director de 1896 a 1918, y en 1905 supervisó la incorporación de una escuela de música (Hochschule für Musik Basel), el primer conservatorio de la Suiza de habla alemana. El director de orquesta Hans Münch fue director de la escuela de 1935 a 1947.
En 1954, la escuela incorporó la Schola Cantorum Basiliensis, una de las instituciones de música antigua más importantes del mundo.  Juntas, las tres instituciones pasaron a formar la Academia de Música de la Ciudad de Basilea.
En 1999, la Academia alcanzó el estatus de universidad de ciencias aplicadas, o Fachhochschule, y en octubre de ese año el departamento de formación profesional de la Escuela de Jazz de Basilea se incorporó a la facultad de música de la Academia.
En 2001, la Academia agregó una cuarta institución, el Curso Básico de Música (Musikalischer Grundkurs).
En 2008, la Academia se convirtió en una filial de la Universidad regional de Ciencias Aplicadas del Noroeste de Suiza (Fachhochschule Nordwestschweiz).

## Alumnos notables
- Arie Vardi
- Nicolas Altstaedt
- Sol Gabetta
- Endre Granat
- Werner Güra
- Márton Illés
- Martina Janková
- Nuria Rial
- Jan Schultsz
- Simone Zgraggen